# Mustapha Essaïd
Pour les articles homonymes, voir Essaïd.
Mustapha Essaïd (né le 20 janvier 1970 à El Ksiba au Maroc) est un athlète français spécialiste des courses de fond et du cross-country. Il est trois fois champion de France de cross-country (1994, 1996 et 2002), trois fois champion de France sur piste (1991, 1993 et 1996) et une fois champion de France du 10 km sur route (1997). Il est également multiple médaillé aux championnats d'Europe de cross. Il est toujours détenteur du record de France du 3 000 mètres en 7 min 30 s 78 établi lors du meeting de Monaco en 1998.

## Biographie
Il débute l'athlétisme à Angers à l'ASC St Barthélémy puis rejoint l'ASPTT Grenoble Athlétisme à partir de 1991. Avant de gagner les rangs de "Coureurs du Monde en Isère" (CMI) en 2012.
En 1998, il est deuxième de la Coupe d'Europe des Nations à Saint-Pétersbourg sur 5 000 mètres en 13 min 37 s 79 puis termine quatrième aux Championnats d'Europe de Budapest également sur 5 000 mètres. Au cours de cet été 1998, il bat trois records de France: 
- le 11 juillet au Meeting de Villeneuve-d'Ascq, il égale le record de France du 3 000 mètres d'Eric Dubus en 7 min 35 s 60.
- le 8 août au Meeting de Monaco, il bat le record de France du 3 000 mètres en 7 min 30 s 78
- le 28 août au Meeting de Bruxelles, il bat le record de France du 5 000 mètres en 13 min 02 s 15.

En 1999, il est demi-finaliste du 5000 mètres aux Championnats du monde de Séville.
En 2000, il remporte la coupe d'Europe d'athlétisme à Gateshead sur 5 000 mètres en 13 min 47 s 44. La France termine troisième au classement des Nations chez les Hommes. 
Au cours de sa carrière, il a couru quatre fois sous les 13 min 10 s sur 5 000 mètres. 
Il a deux frères très bons fondeurs: Taïbi (2 h 22 au marathon) et Hamid (1 min 49 au 800 m).

## Palmarès

### Piste
| Date | Compétition                | Lieu              | Résultat | Épreuve |
| ---- | -------------------------- | ----------------- | -------- | ------- |
| 1993 | Championnats du monde      | Stuttgart         | 5e (s)   | 5 000 m |
| 1997 | Championnats du monde      | Athènes           | 11e (s)  | 5 000 m |
| 1998 | Coupe d'Europe des nations | Saint-Pétersbourg | 2e       | 5 000 m |
| 1998 | Championnats d'Europe      | Budapest          | 4e       | 5 000 m |
| 1999 | Championnats du monde      | Séville           | 7e (s)   | 5 000 m |
| 2000 | Coupe d'Europe des nations | Gateshead         | 1er      | 5 000 m |
| 2000 | Jeux olympiques            | Sydney            | 13e (s)  | 5 000 m |

### Cross-country
| Épreuve / Édition     | 1993 | 1994 | 1995 | 1996 | 1997 | 1999 | 2002 |
| Cross long individuel | 24e  | 18e  | 16e  | 20e  | 29e  | 37e  | 15e  |
| Cross long par équipe | 5e   | 7e   | 10e  | 11e  | 9e   | 4e   | 4e   |

| Épreuve / Édition     | 1994 | 1995 | 1996 | 1997 | 2002 | 2003 | 2004 | 2006 |
| Cross long individuel | 10e  | 5e   | 3e   | 4e   | 2e   | 7e   | 6e   | 7e   |
| Cross long par équipe | 3e   | 4e   | 2e   | 2e   | 2e   | 1er  | 1er  | 1er  |

### National
Championnats de France en plein air
- Champion de France du 5 000 m en 1991
- Champion de France du 10 000 m en 1993 et 1996

Championnats de France sur route
- Champion de France du 10 km en 1997

Championnat de France de cross-country
- Champion de France en 1994, 1996 et 2002

## Records
| Épreuve        | Temps           | Date             | Lieu              | Note             |
| -------------- | --------------- | ---------------- | ----------------- | ---------------- |
| 1 500 m        | 3 min 39 s 96   | 6 juillet 1999   | Sotteville        |                  |
| 3 000 m        | 7 min 30 s 78   | 8 août 1998      | Monaco            | Record de France |
| 5 000 m        | 13 min 02 s 15  | 28 août 1998     | Bruxelles         |                  |
| 10 000 m       | 28 min 01 s 70  | 25 mai 1996      | Villeneuve-d'Ascq |                  |
| 10 km route    | 29 min 08       | 29 décembre 2002 | Houilles          |                  |
| 10 miles route | 47 min 55       | 10 octobre 2004  | Portsmouth        |                  |
| Semi-marathon  | 1 h 02 min 20 s | 4 septembre 2004 | Lille             |                  |